# Карла Соуза
Карла Соуза (англ. Karla Souza; нар. 11 грудня 1985, Мехіко, Мексика) — мексиканська акторка, найбільш відома роллю Лорел Кастільйо у серіалі «Як уникнути покарання за вбивство».

## Біографія
Карла Соуза народилася в Мехіко, Мексика. Бабуся Соузи — чилійка Ельба Сільва переїхала в США та двадцять років працювала помічницею кухаря в родині Рокфеллерів, її чоловік був там садівником. Батько Карли займався виготовленням взуття, іммігрував із Чилі в Мексику, де познайомився з майбутньою дружиною мексиканського походження. Вони побралися, а коли донці виповнилося два, родина переїхала в Колорадо. Вона навчалася в Центрі художньої освіти в Мексиці. Протягом дванадцяти років родина Соуза проживала в Франції. Акторську освіту Карла отримала в Лондоні та навчалася по Системі Станіславського в Москві.

## Особисте життя
Карла Соуза у грудні 2013 заручилася з техаським банкіром Маршаллом Тренкманном. У травні наступного року пара побралася в Мексиці в колі друзів та родичів.

## Кар'єра
Першу роль Карла отримала на мексиканському телебаченні. Вона також грала Дану Віллілбу Дуарте в теленовелі «Перегони за життям». У романтичній комедії «Prada і почуття» акторка втілювала подругу Едварда (Ніколас Д'Агосто) та Олівії (Ейпріл Боулбі). Вона була донькою в заможній родині Нобелів у мексиканській чорній комедії «Ми — дворяни» та зіграла в драмедії «Інструкції не додаються».
У 2014 Соуза приєдналася до акторського складу драматичного телесеріалу «Як уникнути покарання за вбивство». Її роль — студентка юридичного факультету. У романтичній комедії 2017 року «Кожен когось кохає» в акторки була головна роль Клари Баррон.

## Фільмографія
| Рік       |    | Українська назва                  | Оригінальна назва           | Роль                 |
| --------- | -- | --------------------------------- | --------------------------- | -------------------- |
| 1993      | ф  | Еспен — найскладніша відпустка    | Aspen Extreme               | Кімберлі             |
| 2008      | с  | Перегони за життям                | Terminales                  |                      |
| 2009      | с  | Літо кохання                      | Verano de amor              | Дана Віллілба Дуарте |
| 2010      | с  | Невідомі обличчя                  | Persons Unknown             | Дозетт               |
| 2010—2011 | с  | Герої півночі                     | Los Héroes del Norte        | Пріска               |
| 2010      | ф  | Ефект текіли                      | El efecto tequila           | Ана Луїза            |
| 2011      | ф  | Prada і почуття                   | From Prada to Nada          | Люсі                 |
| 2011      | с  | Санто мол.                        | Niño Santo                  | Люсія                |
| 2012      | ф  | Солодка земля                     | Suave patria                | Роксана Робледо      |
| 2012      | с  | Клініка                           | La Clinica                  | Маріфілі Ріваденьєра |
| 2012      | тф | Пробуджуючі совість               | Lado B                      | Пем                  |
| 2013      | ф  | 31 день                           | 31 días                     | Майра                |
| 2013      | ф  | Мій пізній шоколад                | Me Late Chocolate           | Моні                 |
| 2013      | ф  | Ми — дворяни                      | Nosotros los Nobles         | Барбара Нобель       |
| 2013      | ф  | Інструкції не додаються           | No se aceptan devoluciones  | Джекі                |
| 2014—2020 | с  | Як уникнути покарання за вбивство | How to Get Away with Murder | Лорел Кастільйо      |
| 2016      | ф  | Захід сонця                       | Sundown                     | Ешлі Лопес           |
| 2016      | ф  |                                   | ¿Qué Culpa Tiene el Niño?   | Мару                 |
| 2017      | ф  | Кожен когось кохає                | Todos queremos a alguien    | Клара                |
| 2022      | ф  | Денна зміна                       | Day Shift                   | Одрі Сан Фернандо    |